# Saint-Quay-Perros
Pour les articles homonymes, voir Quay.
Saint-Quay-Perros [sɛ̃kɛpɛʁɔs] est une commune française du département des Côtes-d'Armor, dans la région Bretagne, en France.
Bien que située près de la mer la commune est plutôt tournée vers le commerce et l'artisanat. Elle présente à ses visiteurs un patrimoine architectural et historique digne d'intérêt.

## Géographie
| Pleumeur-Bodou | Perros-Guirec     | La Manche |
| Lannion        | Saint-Quay-Perros | Louannec  |
| Lannion        | Lannion           | Lannion   |

### Hydrographie
Pour un article plus général, voir Réseau hydrographique des Côtes-d'Armor.
La commune est située dans le bassin Loire-Bretagne. Elle est drainée par le Kerduel et le ruisseau du Gruguil,,.

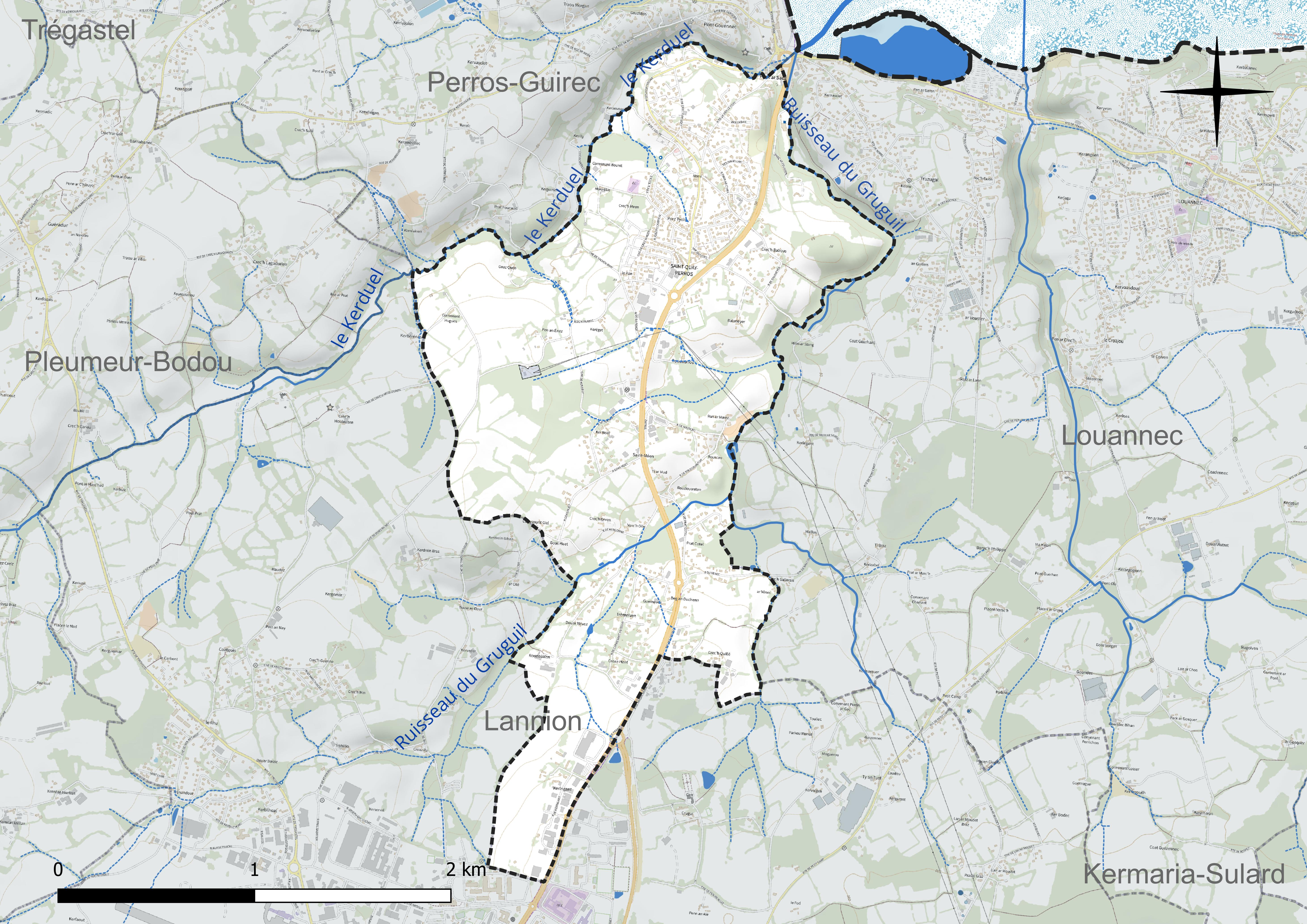
Réseau hydrographique de Saint-Quay-Perros.

### Climat
Pour des articles plus généraux, voir Climat de la Bretagne et Climat des Côtes-d'Armor.
En 2010, le climat de la commune est de type climat océanique franc, selon une étude du CNRS s'appuyant sur une série de données couvrant la période 1971-2000. En 2020, Météo-France publie une typologie des climats de la France métropolitaine dans laquelle la commune est exposée à un climat océanique et est dans la région climatique  Finistère nord, caractérisée par une pluviométrie élevée, des températures douces en hiver (6 °C), fraîches en été et des vents forts. Parallèlement l'observatoire de l'environnement en Bretagne publie en 2020 un zonage climatique de la région Bretagne, s'appuyant sur des données de Météo-France de 2009. La commune est, selon ce zonage, dans la zone « Littoral », exposée à un climat venté, avec des étés frais mais doux en hiver et des pluies moyennes.  
Pour la période 1971-2000, la température annuelle moyenne est de 11,2 °C, avec  une amplitude thermique annuelle de 9,7 °C. Le cumul annuel moyen de précipitations est de 837 mm, avec 15,3 jours de précipitations en janvier et 7,4 jours en juillet. Pour la période 1991-2020, la température moyenne annuelle observée sur la station météorologique la plus proche, située sur la commune de Perros-Guirec à 2 km à vol d'oiseau, est de 12,3 °C et le cumul annuel moyen de précipitations est de 855,1 mm,. Pour l'avenir, les paramètres climatiques de la commune estimés pour 2050 selon différents scénarios d’émission de gaz à effet de serre sont consultables sur un site dédié publié par Météo-France en novembre 2022.

## Urbanisme

### Typologie
Au 1er janvier 2024, Saint-Quay-Perros est catégorisée petite ville, selon la nouvelle grille communale de densité à 7 niveaux définie par l'Insee en 2022.
Elle appartient à l'unité urbaine de Lannion, une agglomération intra-départementale dont elle est une commune de la banlieue,. Par ailleurs la commune fait partie de l'aire d'attraction de Lannion, dont elle est une commune du pôle principal,. Cette aire, qui regroupe 40 communes, est catégorisée dans les aires de 50 000 à moins de 200 000 habitants,.

### Occupation des sols
L'occupation des sols de la commune, telle qu'elle ressort de la base de données européenne d’occupation biophysique des sols Corine Land Cover (CLC), est marquée par l'importance des territoires agricoles (65,1 % en 2018), une proportion sensiblement équivalente à celle de 1990 (65,7 %). La répartition détaillée en 2018 est la suivante : 
zones agricoles hétérogènes (53,6 %), zones urbanisées (32,5 %), terres arables (6,2 %), prairies (5,3 %), zones industrielles ou commerciales et réseaux de communication (2,4 %). L'évolution de l’occupation des sols de la commune et de ses infrastructures peut être observée sur les différentes représentations cartographiques du territoire : la carte de Cassini (XVIIIe siècle), la carte d'état-major (1820-1866) et les cartes ou photos aériennes de l'IGN pour la période actuelle (1950 à aujourd'hui).

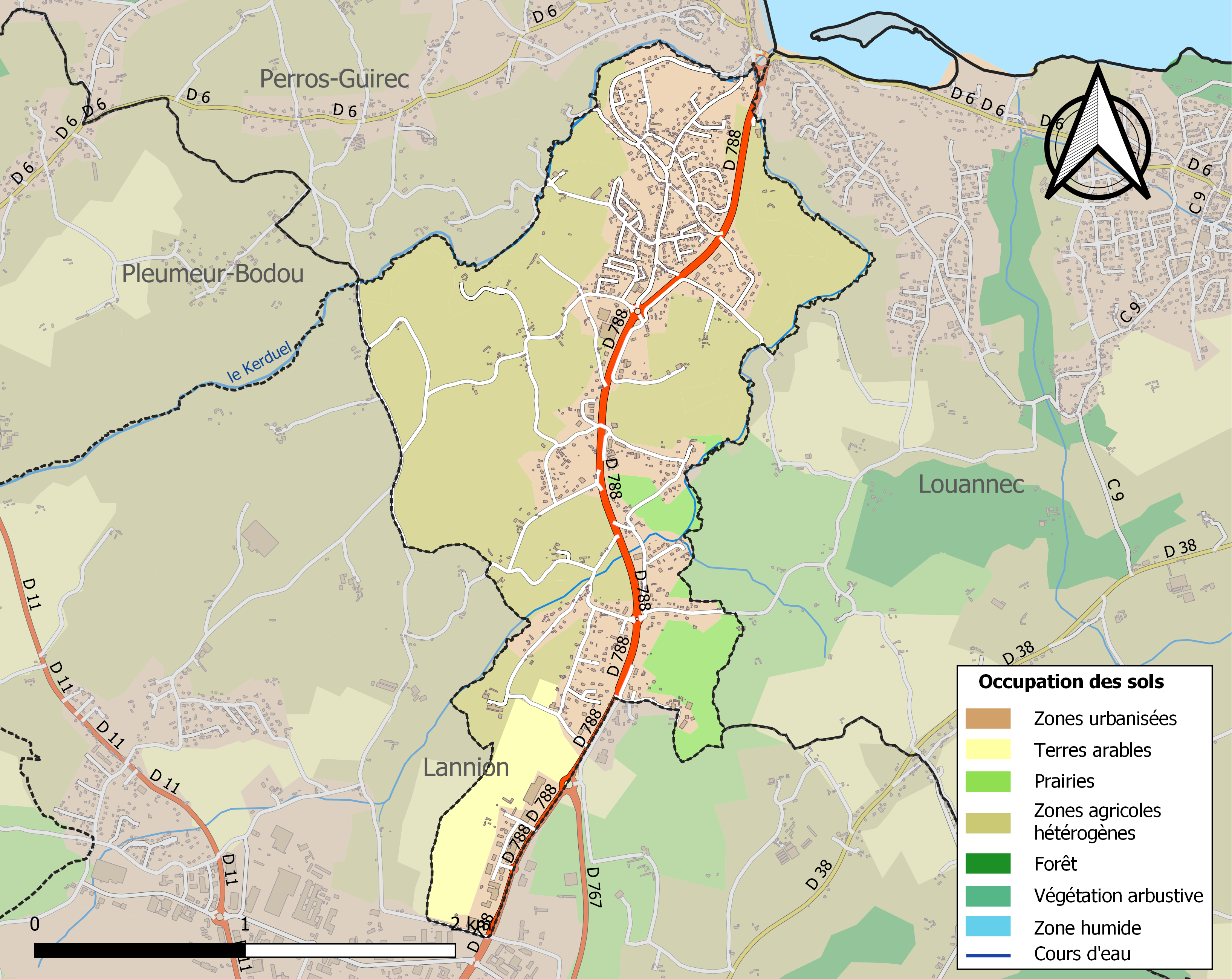
Carte des infrastructures et de l'occupation des sols de la commune en 2018 (CLC).

## Toponymie
Le nom de la localité est attesté sous les formes Sancto Ke en 1330, ecclesia de Sancto Que à la fin du XIVe siècle, Saint-Qué en 1426, Sainct Ke en 1481, Sainct Que en 1486, Sainct Quay en 1596 et Saint-Quay au XVIIIe siècle.
Saint-Quay-Perros doit son nom à Ke ou Keenan, un saint irlandais surnommé Colodoc, qui débarqua à Cléder.
Saint Quay, qui a donné son nom à Saint-Quay-Perros est assimilé au sénéchal Keu, un des Chevaliers de la Table ronde.
Perros est un toponyme breton composé de penn, qui signifie « bout, extrémité » et de roz, « promontoire, coteau ». Perros est un toponyme courant en Bretagne ; l'élément penn est devenu « per » sous l'influence du R de « ros ».
Sant-Ke-Perroz en breton.

## Histoire

### Le Néolithique
Le territoire de la commune, situé entre le Cruguil et le Kerduel, est occupé depuis le Néolithique, en témoigne la sépulture à entrée latérale de Crec'h Quillé (2 200 av. J.-C.).

### Le Moyen Âge
La commune doit son nom à un saint breton émigré, Zant Ke, devenu saint Quay.

### La Révolution française
Érigée en commune en 1790, Saint-Quay-Perros prend définitivement son nom actuel en 1921.

### Le XXe siècle

#### Les guerres du XXe siècle
Le monument aux Morts porte les noms des 27 soldats morts pour la Patrie :
- 23 sont morts durant la Première Guerre mondiale.
- 3 sont morts durant la Seconde Guerre mondiale.
- 1 est mort hors conflit.

## Démographie
L'évolution du nombre d'habitants est connue à travers les recensements de la population effectués dans la commune depuis 1793. Pour les communes de moins de 10 000 habitants, une enquête de recensement portant sur toute la population est réalisée tous les cinq ans, les populations de référence des années intermédiaires étant quant à elles estimées par interpolation ou extrapolation. Pour la commune, le premier recensement exhaustif entrant dans le cadre du nouveau dispositif a été réalisé en 2004.

En 2022, la commune comptait 1 289 habitants, en évolution de −1,53 % par rapport à 2016 (Côtes-d'Armor : +1,78 %, France hors Mayotte : +2,11 %).
| 1793 | 1800 | 1806 | 1821 | 1831 | 1836 | 1841 | 1846 | 1851 |
| ---- | ---- | ---- | ---- | ---- | ---- | ---- | ---- | ---- |
| 427  | 403  | 419  | 457  | 505  | 527  | 573  | 628  | 635  |

| 1856 | 1861 | 1866 | 1872 | 1876 | 1881 | 1886 | 1891 | 1896 |
| ---- | ---- | ---- | ---- | ---- | ---- | ---- | ---- | ---- |
| 599  | 606  | 614  | 574  | 636  | 593  | 584  | 596  | 563  |

| 1901 | 1906 | 1911 | 1921 | 1926 | 1931 | 1936 | 1946 | 1954 |
| ---- | ---- | ---- | ---- | ---- | ---- | ---- | ---- | ---- |
| 555  | 560  | 551  | 518  | 507  | 457  | 456  | 460  | 483  |

| 1962 | 1968 | 1975 | 1982  | 1990  | 1999  | 2004  | 2006  | 2009  |
| ---- | ---- | ---- | ----- | ----- | ----- | ----- | ----- | ----- |
| 502  | 569  | 892  | 1 066 | 1 375 | 1 392 | 1 482 | 1 447 | 1 469 |

| 2014  | 2019  | 2022  | - | - | - | - | - | - |
| ----- | ----- | ----- | - | - | - | - | - | - |
| 1 321 | 1 290 | 1 289 | - | - | - | - | - | - |

## Distinctions culturelles
Saint-Quay-Perros fait partie des communes ayant reçu l’étoile verte espérantiste, distinction remise aux maires de communes recensant des locuteurs de la langue construite espéranto.

## Lieux et monuments
- Allée couverte de Crec'h Quillié (Krec'h Kile).
- Église Saint-Quay, vieux cimetière et presbytère.

L'église date de 1672. Le clocher-porche, avec ses deux tourelles, date de 1672 - XVIIe et XIXe siècles. On y trouve plusieurs reliques dont celles de Saint-Méen, de Saint-Jude et de Saint-Judicaël. Le campanile de l'église, détruit par la foudre le 19 novembre 1880, a été reconstruit en 1882.
- Chapelle Saint-Méen (1538)